# Georges Van Hout
Georges Van Hout, né le 27 avril 1918 et mort le 29 avril 2004  à Anderlecht, est un mathématicien belge et une figure de la laïcité organisée. Il a aussi écrit sous le pseudonyme de Jean Le Paillot.
Professeur de mathématiques à l’athénée Adolphe Max, puis préfet de ce même établissement, il a fondé l’ASBL La Pensée et les Hommes, productrice notamment des émissions de radio et de télévision de la laïcité organisée.
Franc-maçon, il était membre du Grand Orient de Belgique, à la loge Les Vrais Amis de l'union et du progrès réunis.

## Publications
- 1969 – La Mathématique moderne : langage du futur
- 1973 – Franc-math : essai pédagogique sur les structures grammaticales du français moderne
- 1994 – Et que le nombre soit !…

### Sources
- Christian Laporte, « Décès – La Libre-pensée en deuil : Georges Van Hout, un grand laïque belge », dans Le Soir, 3 mai 2004, p. 5 [lire en ligne]
- Paul Danblon, « La Trajectoire d’un humaniste », sur www.lalibre.be, 11 mai 2004 [lire en ligne]